# Crkva Gospe od Anđela u Trogiru
Crkva Gospe od Anđela, crkva u Trogiru, ul. dr Ante Starčevića, zaštićeno kulturno dobro

## Opis dobra
Vrijeme nastanka: od 14. do 17. stoljeća. Crkva Gospe od Anđela je jednobrodna građevina s pravokutnom apsidom. Pročelje crkve je jednostavno s trokutastim zabatom na kojem je umjesto rozete uzidan segment ogradice sa stupićima. Ima kasnobarokni zvonik zakošenog podanka i jednostavnu ložu zvonaru s piramidalnim završetkom. Nadvratnik glavnog portala ukrašen je jednostavnim reljefom Gospe s djetetom među krilatim anđelima. Na glavnom oltaru drvena je gotička skulptura Gospe s Djetetom iz radionice Blaža Jurjeva Trogiranina. U crkvi se nalazi i slika Ivana Trogirskog koji blagoslivlja grad te slika na drvu Bogorodice s Djetetom. Oko crkve su pronađeni grobovi, među njima i zlatnik longobardskog vojvode Gromualda.

## Zaštita
Pod oznakom Z-4568 zavedena je kao nepokretno kulturno dobro - pojedinačno, pravna statusa zaštićena kulturnog dobra, klasificirano kao "sakralna graditeljska baština".